# Параскев Цветков (1944)
„Параскев Цветков“ е български вестник, излизал в Плевен, България.
Излиза само в 1 брой през май 1944 година по случай 41-годишнината от героичната смърт на плевенчанина войвода на Вътрешната македоно-одринска революционна организация Параскев Цветков. Стои на националистически позиции. Издава Огнището по родинознание в Плевен със съдействието на инспекцията на националната пропаганда и бранническото войводство в Плевен. Уредници са Владимир Кирицов и Д. Василев. Печата се в печатница „Мотавчиев“ в тираж от 1500 броя.